# BEC Tero Sasana FC
BEC Tero Sasana Football Club (thai: สโมสรฟุตบอลบีอีซี เทโรศาสน) är en professionell fotbollsklubb i Bangkok i Thailand. Klubben slutade tvåa i AFC Champions League 2003.